# 24
24 d.C. (XVII) foi um ano bissexto.

## Eventos
- Fílon de Alexandria declara que o Antigo Testamento é a lei eterna de Deus

### Império Romano
- Termina a guerra que enfrentava o Império Romano contra a Mauritânia e a Numídia.
- Charmides torna-se arconte de Atenas.
- Fundação de César Augusto (atual Zaragoza), às margens do rio Ebro, na atual Espanha.
- Repressão da revolta liderada por Tacfarinas na África.
- Sérvio Cornélio Cetego e Lúcio Visélio Varrão tornam-se cônsules.

## Mortes
- Quinto Hatério, um orador fluente e popular, com quase noventa anos de idade e grande honra.[1]
- Saevius Plautus, acusado de ter violado o próprio filho, comete suicídio durante o julgamento.[1]
- Estrabão, geógrafo grego (n. 63/64 a.C.)